# Nina Klenowska
Nina Klenowska, früher Nina Kadewa, (bulgarisch Нина Кадева; * 7. Mai 1980 in Bansko) ist eine bulgarische Biathletin.
Nina Klenowska betreibt Biathlon seit 1997. Seit 1998 gehört die Polizistin, die für Lewski Sofia startet und von Kiril Yordanov Tonchew trainiert wird, dem bulgarischen Nationalkader an. Ihr internationales Debüt gab Klenowska 1998 bei den Juniorenweltmeisterschaften in Jericho. Ebenso wie bei der Junioren-WM im folgenden Jahr in Pokljuka und der Junioren-EM 2000 in Zakopane konnte sie keine nennenswerten Ergebnisse erreichen. Das änderte sich bei der Juniorenweltmeisterschaft 2000 in Hochfilzen, wo sie in der Verfolgung die Bronzemedaille gewann.
Zur nächsten Saison startete Klenowska in Hochfilzen erstmals im Biathlon-Weltcup und belegte im Einzel einen 84. Platz. Besser lief es mit der Staffel (mit Pawlina Filipowa, Irina Nikultschina und Ekaterina Dafowska), mit der sie Fünfte wurde. In Antholz gewann sie als 29. im Einzel 2002 ihre ersten Weltcuppunkte. Ihre insgesamt besten Ergebnisse erreichte Klenowska in der Saison 2002/03. In Östersund wurde sie Staffeldritte, in Antholz erreichte sie als 26. im Einzel ihre beste Weltcupplatzierung in einem Einzelrennen. Belohnung für die guten Ergebnisse war die erstmalige Teilnahme an Biathlon-Weltmeisterschaften in Chanty-Mansijsk, wo sie mit der Staffel als Siebte ihr bestes WM-Ergebnis erreichte.
2006 startete Klenowska bei ihren ersten Olympischen Winterspielen. In Turin belegte sie im Einzel den 54. Platz. In Antholz nahm sie ein Jahr später zum vierten Mal an Weltmeisterschaften teil, ohne jedoch nennenswerte Platzierungen zu erreichen. Auch bei der Weltmeisterschaft 2009 in Pyeongchang erreichte die Bulgarin mit den Plätzen 72 im Einzel und 86 im Sprint keine guten Ergebnisse. 
Nina Klenowska nahm an den Olympischen Winterspielen 2010 in Vancouver teil und erreichte mit Rang 48 im Einzel ihre beste Platzierung.

## Platzierungen im Biathlon-Weltcup
Die Tabelle zeigt alle Platzierungen (je nach Austragungsjahr einschließlich Olympische Spiele und Weltmeisterschaften).
- 1.–3. Platz: Anzahl der Podiumsplatzierungen
- Top 10: Anzahl der Platzierungen unter den ersten zehn (einschließlich Podium)
- Punkteränge: Anzahl der Platzierungen innerhalb der Punkteränge (einschließlich Podium und Top 10)
- Starts: Anzahl gelaufener Rennen in der jeweiligen Disziplin
- Staffel: inklusive Mixed- und Single-Mixed-Staffeln

| Platzierung                      | Einzel | Sprint | Verfolgung | Massenstart | Staffel | Gesamt |
| -------------------------------- | ------ | ------ | ---------- | ----------- | ------- | ------ |
| 1. Platz                         |        |        |            |             |         |        |
| 2. Platz                         |        |        |            |             |         |        |
| 3. Platz                         |        |        |            |             | 1       | 1      |
| Top 10                           |        |        |            |             | 13      | 13     |
| Punkteränge                      | 4      | 2      |            |             | 24      | 30     |
| Starts                           | 24     | 50     | 14         |             | 24      | 112    |
| Stand: nach der Saison 2009/2010 |        |        |            |             |         |        |

## Weblink
- Nina Klenowska in der Datenbank der IBU (englisch)

| Personendaten    | Personendaten                                             |
| ---------------- | --------------------------------------------------------- |
| NAME             | Klenowska, Nina                                           |
| ALTERNATIVNAMEN  | Kadewa, Nina; Кадева, Нина; Kadeva, Nina; Klenovska, Nina |
| KURZBESCHREIBUNG | bulgarische Biathletin                                    |
| GEBURTSDATUM     | 7. Mai 1980                                               |
| GEBURTSORT       | Bansko                                                    |